# 12364 Asadagouryu
12364 Asadagouryu è un asteroide della fascia principale. Scoperto nel 1993, presenta un'orbita caratterizzata da un semiasse maggiore pari a 2,1655823 UA e da un'eccentricità di 0,0516326, inclinata di 2,16021° rispetto all'eclittica.